# 1927
Évszázadok: 19. század – 20. század – 21. század
Évtizedek: 1870-es évek – 1880-as évek – 1890-es évek – 1900-as évek – 1910-es évek – 1920-as évek – 1930-as évek – 1940-es évek – 1950-es évek – 1960-as évek – 1970-es évek
Évek: 1922 – 1923 – 1924 – 1925 –  1926 – 1927 – 1928 – 1929 – 1930 – 1931 – 1932

## Események

### Határozott dátumú események
- január 1. –Giuseppe Motta harmadszor lett egy évre  a Svájci Államszövetség elnöke.
- január 15. – Az Andrej Hlinka vezette Szlovák Néppárt belép a csehszlovák kormányba. (Egyik feltételük a teljhatalmú szlovák miniszteri tárca megszüntetése.)[1]
- január 21. – Új pénznem Magyarországon: a pengő bevezetése.[2]
- február 19. – Romániában megalakul a Parasztpárt.[3]
- február 24. – A Horvát Parasztpárt (HSS) kilép a jugoszláv kormányból,[4] majd a független demokratákkal létrehozza az ún. Paraszt-Demokrata Koalíciót (SDK).
- április 5. – Benito Mussolini olasz és Bethlen István magyar miniszterelnök Rómában, a Palazzo Chigi dísztermében aláírta az olasz–magyar barátsági szerződést.[5]
- április 8. – Csehszlovákiában az újoncok évenkénti számát 70 ezer főben állapítják meg.[1]
- május 9. – Canberra Ausztrália fővárosa lesz.
- május 10. – Románia és a Vatikán konkordátumut köt, amit azonban a parlament a román ortodox egyház ellenállása miatt csak 1929-ben ratifikál.[6]
- május 13–15. – A kisantant jáchymovi csúcstalálkozóján a tagállamok eredménytelenül próbálják a katonai szövetséget gazdasági társulással kiegészíteni.[1]
- május 20. – A vakmerő és rendkívüli pilóta tudású Charles Lindbergh – helyi idő szerint reggel 7 óra 52 perckor, a Spirit of St. Louis névre keresztelt, Ryan M–2 jelű egymotoros repülőgépével – felszáll a Long Island-i Roosevelt Field repülőtérről, hogy majd 5800 kilométer és 33,5 óra megtétele után, elsőként leszállás nélkül átrepülje az Atlanti-óceánt. (Másnap épségben leszállt a Párizs melletti Le Bourget-ben. Teljesítményéért a Time magazin őt választotta az első Év Emberévé.)[7]
- május 27. – Tomáš Masarykot harmadszor is köztársasági elnökké választják a csehszlovák nemzetgyűlésben. (A kommunista ellenjelölt 54 szavazatot kap, míg a német és a magyar kisebbségi ellenzéki képviselők üres lappal szavaznak.)[1]
- május 31. – Az új, szigorított csehszlovák vámtörvények miatt rövid tárgyalási periódusban, 1926-ban elkészített ideiglenes kereskedelmi szerződést rendes kereskedelmi szerződés váltja fel Magyarország és Csehszlovákia között.[1]
- június 4. – Bukarestben megalakul a Barbu Știrbey herceg vezette új kabinet.[8]
- június 19. - Egy villámcsapás következtében kidől a Normafa.[9]
- június 21. – A Daily Mail című angol napilapban megjelenik Lord Rothermere írása „Magyarország helye a Nap alatt” címmel.[10]
- június 24. – Corneliu Zelea Codreanu megalapítja Mihály Arkangyal Légióját, a Vasgárda elődjét.[6]
- július 14. – Csehszlovákiában a nagymegyerendszer sikertelensége miatt új közigazgatási rendszert vezetnek be. (Öt tartományt hoznak létre, azokon belül pedig járásokat alakítanak ki.)[1]
- augusztus 4. – 21 éves korában megnősül ifjabb Horthy Miklós; felesége gróf Károlyi Mária Consuelo.[11]
- augusztus 23. – Az Amerikai Egyesült Államokban kivégzik Saccót és Vanzettit.
- szeptember 11. – A jugoszláv választások a kormánypártok győzelmével záródnak.[12]
- november 11. – Jugoszláv-francia barátsági szerződés.[12]
- november 25. – A magyar felsőház elfogadja azt a törvényt, amely szerint március 15. nemzeti ünnep lesz Magyarországon.[13]
- november 28. – Lengyelországban feloszlatják a szejmet, számos ellenzéki képviselőt letartóztatnak.[14]2
- november 30. – XI. Piusz pápa Serédi Jusztiniánt nevezi ki esztergomi érsekké.[15]

### Határozatlan dátumú események
- január–március – Lengyelországban betiltják a Belorusz Paraszt-Munkás „Hromadá”-t és a Független Parasztpártot.[14]
- október – Lengyelországban a Józef Piłsudski vezette Sanacja politikai szervezeteként létrehozzák a Kormányt Támogató Pártonkívüliek Blokkját (BBWR), amely meghirdeti a végrehajtó hatalom erősítését a parlament rovására.[14]

## Az év témái

### 1927 az irodalomban
- Babits Mihály a Baumgarten alapítvány kurátora lesz.[16]

### 1927 a zenében
- Bartók Béla elkészül a III. vonósnégyessel[17]

## Születések

### Január
- január 1. – Obersovszky Gyula, magyar író († 2001)
- január 15. – Takács Nándor, magyar karmelita szerzetes, székesfehérvári megyés püspök (1991–2003) († 2016)
- január 29. – Széplaky Endre, magyar színész († 2006)
- január 30. – Olof Palme, svéd miniszterelnök († 1986)
- január 30. – Jean-Pierre Pedrazzini, francia fotóriporter († 1956)
- január 31. – Győriványi Sándor, politikus, tanár, technikatörténész († 2007)

### Február
- február 1. – Szekeres László irodalomtörténész, műfordító, muzeológus († 2014)
- február 2. – Stan Getz, dzsessz-zenész († 1991)
- február 7. – Juliette Gréco, francia énekes, színésznő († 2020)
- február 7. – Vlagyimir Kuc, szovjet hosszútávfutó atléta († 1975)
- február 11. – Fekete Sándor, magyar író, újságíró, irodalomtörténész († 2001)
- február 11. – Vámos Imre, magyar író, újságíró († 1993)
- február 14. – Buss Gyula, magyar színész († 2008)
- február 17. – Juan Almeida Bosque kubai politikus, a kubai forradalom történelmi vezetőinek egyetlen fekete bőrű tagja († 2009)
- február 20. – Sidney Poitier, Oscar-díjas amerikai színész, filmrendező († 2022)
- február 20. – Solymosi Ottó a Magyar Rádió vezető rendezője, a Magyar Újságírók Országos Szövetségének tagja († 2024)
- február 20. – Hubert de Givenchy, francia arisztokrata, divattervező  († 2018)
- február 24. – Szlávics László, magyar ötvös, szobrászművész († 1991)

### Március
- március 1. – Harry Belafonte, Grammy-díjas amerikai énekes, színész († 2023)
- március 6. – Gordon Cooper, űrhajós († 2004)
- március 6. – Gabriel García Márquez Nobel-díjas kolumbiai író, újságíró, kiadó és politikai aktivista († 2014)
- március 7. – Varga János, Széchenyi-díjas levéltáros, az Országos Levéltár volt főigazgatója, az MTA rendes tagja († 2008)
- március 10. – Jupp Derwall, labdarúgóedző († 2007)
- március 14. – Eckhardt Sándor orvos, onkológus, az MTA tagja († 2016)
- március 15. – Mednyánszky Ági magyar színésznő, a Budapesti Operettszínház örökös tagja († 2015)
- március 16. – Vlagyimir Mihajlovics Komarov, szovjet űrhajós († 1967)
- március 19. – Szász Imre, író, műfordító († 2003)
- március 21. – Hans-Dietrich Genscher, német politikus, külügyminiszter († 2016)
- március 23. – Benedek Gábor, olimpiai bajnok magyar öttusázó
- március 23. – Békés András, Kossuth-díjas magyar rendező († 2015)
- március 23. – Békés Itala, Kossuth-díjas magyar színésznő († 2025)
- március 31. – Vlagyimir Szergejevics Iljusin, szovjet-orosz berepülőpilóta († 2010)

### Április
- április 1. – Puskás Ferenc, a legismertebb magyar labdarúgó, a nemzet sportolója († 2006)
- április 3. – Székely Éva, olimpiai bajnok magyar úszó, edző, a nemzet sportolója († 2020)
- április 6. – Gerry Mulligan, zenész († 1996)
- április 16. – XVI. Benedek pápa[18] († 2022)
- április 20. – Phil Hill, autóversenyző († 2008)
- április 26.
  - Lakatos István, költő, műfordító († 2002)
  - Corín Tellado(wd) spanyol írónő († 2009)[19]

### Május
- május 1. – Lorán Lenke Jászai Mari-díjas színésznő, érdemes és kiváló művész († 2017)
- május 8. – Paskai László, magyar bíboros, budapest-esztergomi érsek († 2015)
- május 10. – Hexendorf Edit magyar nyelvész, nyelvtörténész, művelődéstörténész († 2001)
- május 12. – Littomeritzky Mária olimpiai bajnok magyar úszó († 2017)
- május 13. – Keleti Tamás biokémikus, az MTA tagja, a magyarországi enzimkinetikai kutatások elindítója († 1989)
- május 16. – Máthé Erzsi, Kossuth-díjas színművésznő, a nemzet színésze († 2023)
- május 21. – Zwack Péter, üzletember, politikus, volt országgyűlési képviselő († 2012)
- május 22. – Oláh György Széchenyi-nagydíjas és Nobel-díjas magyar származású amerikai vegyészprofesszor († 2017)
- május 25. – Marx György, fizikus, az MTA tagja († 2002)
- május 25. – Robert Ludlum, science fiction író († 2001)

### Június
- június 8. – Jerry Stiller, amerikai színész, humorista († 2020)
- június 10. – Márkus László, magyar színművész († 1985)
- június 17. – Lucio Fulci, filmrendező, forgatókönyvíró, producer († 1996)
- július 17. – Sütő András, Kossuth-díjas magyar író († 2006)
- június 19. – Bánffy György, magyar színész († 2010)
- június 20. – Dargay Attila, forgatókönyvíró, rendező († 2009)
- június 24. – Martin Lewis Perl, Nobel-díjas amerikai fizikus († 2014)
- június 25. – Róka Antal, atléta, távgyalogló († 1970)
- június 27. – Csernus Tibor, festőművész († 2007)

### Július
- július 4. – Halász Béla Széchenyi-díjas orvos, anatómus, neuroendokrinológus, egyetemi tanár, az MTA tagja († 2019)
- július 4. – Gina Lollobrigida, olasz színésznő  († 2023)
- július 7. – Kosztarab Mihály amerikai magyar entomológus, az MTA tagja († 2022)
- július 12. – Gyetvai Elemér, világbajnok asztaliteniszező († 1993)
- július 15. – Huszár István magyar közgazdász, statisztikus, szakpolitikus († 2010)
- július 16. – Farkas János magyar mezőgazdász, országgyűlési képviselő († 2003)
- július 23. – Balla László, kárpátaljai magyar költő, író, műfordító és újságíró († 2010)
- július 26. – Sákovics József, az első magyar párbajtőr-világbajnok, a magyar vívóválogatott volt szövetségi kapitánya († 2009)

### Augusztus
- augusztus 6. – Ezio Marano, olasz színész († 1991)
- augusztus 7. – Vekerdi József, Széchenyi-díjas nyelvész († 2015)
- augusztus 13. – Nagy László, Európa-bajnok műkorcsolyázó, orvos († 2005)
- augusztus 17. – Geosits István, burgenlandi horvát író, fordító, katolikus pap († 2022)
- augusztus 18. – Rosalynn Carter, az Egyesült Államok first ladyje († 2023)
- augusztus 19. – Szász Péter, Balázs Béla-díjas filmrendező, forgatókönyvíró, dramaturg († 1983)
- augusztus 30. – Dunc Fisher, kanadai jégkorongozó († 2017)

### Szeptember
- szeptember 1. – Pertorini Rezső, orvos, pszichiáter és neurológus († 1980)
- szeptember 2. – Csík Tibor, olimpiai bajnok ökölvívó († 1976)
- szeptember 2. – Kádár László Gábor egri érsek († 1986)
- szeptember 2. – Bogár Pál 40-szeres magyar válogatott, kosárlabda-játékos († 2012)
- szeptember 4. – Sánta Ferenc, Kossuth-díjas magyar író († 2008)
- szeptember 4. – Bernardino Zapponi, olasz forgatókönyvíró († 2000)
- szeptember 10. – Molnár János magyar főiskolai tanár, történész, művelődésügyi miniszterhelyettes († 1990)
- szeptember 16. – Peter Falk magyar származású amerikai színész († 2011)
- szeptember 18. – Kőrös Endre kémikus, az MTA tagja († 2002)
- szeptember 29. – Kováts Ervin svájci magyar kémikus, vegyészmérnök, az MTA tagja († 2012)
- szeptember 29. – Edith Eger magyar pszichológus
- szeptember 30. – Bajor Andor, író, költő, humorista († 1991)

### Október
- október 7. – Al Martino, amerikai énekes, színész († 2009)
- október 8. – César Milstein Nobel-díjas argentin immunológus († 2002)
- október 14. – Roger Moore angol színész († 2017)
- október 16. – Günter Grass, Nobel-díjas német író, költő († 2015)
- október 21. – Körmendi János Kossuth-díjas magyar színész († 2008)
- október 23. – Gyarmati Dezső, háromszoros olimpiai bajnok vízilabdázó († 2013)

### November
- november 3. – Zbigniew Cybulski lengyel színész († 1967)
- november 9. – Berényi Ferenc, festőművész († 2004)
- november 10. – Birtalan József, zeneszerző, karmester († 2017)
- november 14. – Mihail Ivanovics Scsadov, orosz mérnök, a Szovjetunió szénipari minisztere 1985–1991 között († 2011)
- november 18. – Viola József magyar költő, író, műfordító († 2013)
- november 19.
  - Lator László, Kossuth-díjas magyar költő, esztéta, műfordító, a nemzet művésze († 2023)
  - Major Pál, magyar színész, érdemes művész († 1985)
- november 27. – Vendégh Ferenc közgazdász, agrármérnök, 1980-1982 között mezőgazdasági és élelmezésügyi miniszterhelyettes

### December
- december 25. – Rám Nárájan, indiai zenész († 2024)
- december 26. – Kass János, grafikus, szobrász († 2010)
- december 31. – Ruttkai Éva Kossuth-díjas magyar színésznő, érdemes és kiváló művész († 1986)

## Halálozások
- január 22. – Bodor Ödön, atléta, labdarúgó (* 1882)
- január 25. – Ivan Milev, bolgár festőművész (* 1897)
- február 8. – Koch Antal geológus, petrográfus, mineralógus, paleontológus, az MTA tagja (* 1843)
- február 9. – Charles Doolittle Walcott, amerikai paleontológus (* 1850)
- február 10. – Nagy Pál, honvéd tábornok (* 1864)
- április 2. – Prohászka Ottokár, püspök, író, akadémikus (* 1858)
- április 27. – Darányi Ignác, jogász, agrárpolitikus, nagybirtokos, földművelésügyi miniszter (* 1849)
- április 28. – Li Ta-csao kínai kommunista, a Kínai Kommunista Párt alapítója (* 1888)
- június 26. – Armand Guillaumin francia impresszionista festő (* 1841)
- július 4. – Ujváry Ignác magyar festő (* 1860)
- július 20. – I. Ferdinánd román király[20]
- augusztus 3. – Edward Bradford Titchener angol pszichológus, akinek nevét saját pszichológiai irányzata, a strukturalizmus tette híressé (* 1867)
- augusztus 21. – William Burnside, angol matematikus (* 1852)
- augusztus 31. – Andranik Ozanján örmény tábornok, szabadságharcos, az örmények nemzeti hőse (* 1865)
- október 2. – Svante August Arrhenius svéd kémikus (* 1859)
- október 10. – Stromfeld Aurél vezérezredes, az Osztrák–Magyar Monarchia vezérkari tisztje, a Tanácsköztársaság idején a Magyar Vörös Hadsereg vezérkari főnöke (* 1878)
- november 11. – Wilhelm Johannsen, dán botanikus (* 1857)
- november 24. – Ion I. C. Brătianu, politikus (Ion Brătianu fia), az I. világháború alatt Románia miniszterelnöke (* 1864)
- november 25. – Rippl-Rónai József, magyar festőművész (* 1861)
- december 9. – Rohr Ferenc erdélyi szász származású magyar katonatiszt, tábornok, 1913–14 között a magyar honvédség főparancsnoka, császári és királyi tábornagy (Feldmarschall), első világháborús hadvezér (* 1854)
- december 21. – Kornis Elemér magyar újságíró, lapszerkesztő (* 1866)

## Nobel-díjasok
- A Nobel-díjat a svéd Alfred Nobel alapította, 1901 óta adják át, melyet a Svéd Királyi Tudományos Akadémia ítél oda a tudomány, az irodalom és humanitárius területen kimagasló eredményt elért magánszemélyeknek, illetve intézményeknek.

| Fizikai            | Arthur Compton – Charles Thomson Rees Wilson |
| Kémiai             | Heinrich Otto Wieland                        |
| Orvosi-fiziológiai | Julius Wagner-Jauregg                        |
| Irodalmi           | Henri Bergson                                |
| Béke               | Ferdinand Buisson, Ludwig Quidde             |